# Singapour aux Jeux olympiques d'été de 2016
Singapour participe aux Jeux olympiques d'été de 2016 à Rio de Janeiro au Brésil du 5 au 21 août 2016. Il s'agit de sa 16e participation aux Jeux olympiques d'été.

## Athlétisme

### Hommes

#### Course
| Athlètes             | Compétitions | Tour Préliminaire | Tour Préliminaire | Série   | Série | Demi-finales | Demi-finales | Finale  | Finale  |
| Athlètes             | Compétitions | Temps             | Rang              | Temps   | Rang  | Temps        | Rang         | Temps   | Rang    |
| -------------------- | ------------ | ----------------- | ----------------- | ------- | ----- | ------------ | ------------ | ------- | ------- |
| Jin Wei Timothee Yap | 100 mètres   | 10 s 84           | 2e                | 10 s 79 | 9e    | Éliminé      | Éliminé      | Éliminé | Éliminé |

### Femmes

#### Course
| Athlètes    | Compétitions | Série | Série | Demi-finales | Demi-finales | Finale          | Finale |
| Athlètes    | Compétitions | Temps | Rang  | Temps        | Rang         | Temps           | Rang   |
| ----------- | ------------ | ----- | ----- | ------------ | ------------ | --------------- | ------ |
| Neo Jie Shi | Marathon     | NC    | NC    | NC           | NC           | 3 h 15 min 18 s | 131e   |

## Aviron
Légende: FA = finale A (médaille) ; FB = finale B (pas de médaille) ; FC = finale C (pas de médaille) ; FD = finale D (pas de médaille) ; FE = finale E (pas de médaille) ; FF = finale F (pas de médaille) ; SA/B = demi-finales A/B ; SC/D = demi-finales C/D ; SE/F = demi-finales E/F ; QF = quarts de finale; R= repêchage
| Athlète         | Compétition  | Séries        | Séries | Repêchage | Repêchage | Quarts de finale | Quarts de finale | Demi-finales  | Demi-finales | Finale        | Finale |
| Athlète         | Compétition  | Temps         | Rang   | Temps     | Rang      | Temps            | Rang             | Temps         | Rang         | Temps         | Rang   |
| --------------- | ------------ | ------------- | ------ | --------- | --------- | ---------------- | ---------------- | ------------- | ------------ | ------------- | ------ |
| Saiyidah Aisyah | Skiff femmes | 8 min 44 s 71 | 3 QF   | Exemptée  | Exemptée  | 7 min 56 s 00    | 6 SC/D           | 8 min 22 s 45 | 6 FD         | 7 min 55 s 73 | 23     |

## Badminton
| Athlète             | Compétition   | Phase de groupes       | Phase de groupes             | Phase de groupes | Phase de groupes | 1/8e de finale   | Quarts de finale | Demi-finales     | Finale           | Finale   |
| Athlète             | Compétition   | Adversaire Score       | Adversaire Score             | Adversaire Score | Rang             | Adversaire Score | Adversaire Score | Adversaire Score | Adversaire Score | Rang     |
| ------------------- | ------------- | ---------------------- | ---------------------------- | ---------------- | ---------------- | ---------------- | ---------------- | ---------------- | ---------------- | -------- |
| Derek Wong Zi Liang | Simple hommes | bat Opti 21-5, 21-6    | battu par Lee 18-21, 8-21    | NC               | 2e Gr. A         | NC               | Éliminé          | Éliminé          | Éliminé          | Éliminé  |
| Liang Xiaoyu        | Simple dames  | bat Lansac 7-21, 15-21 | battue par Sung 17-21, 11-21 | NC               | 2e Gr. C         | Éliminée         | Éliminée         | Éliminée         | Éliminée         | Éliminée |

## Natation
| Athlète       | Épreuve        | Séries        | Séries | Demi-finales | Demi-finales | Finale   | Finale   |
| Athlète       | Épreuve        | Temps         | Rang   | Temps        | Rang         | Temps    | Rang     |
| ------------- | -------------- | ------------- | ------ | ------------ | ------------ | -------- | -------- |
| Quah Ting Wen | 100 m papillon | 1 min 00 s 88 | 34     | Éliminée     | Éliminée     | Éliminée | Éliminée |